# Đội tuyển bóng đá U–20 quốc gia Argentina
Đội tuyển bóng đá U–20 quốc gia Argentina là đội tuyển bóng đá trẻ ở Argentina thuộc FIFA các giải đấu được tài trợ liên quan đến độ tuổi đó.
Argentina là đội tuyển trẻ thành công nhất ở Giải vô địch bóng đá U-20 thế giới, vô địch giải đấu với thành tích 6 lần. Đội bóng đã tham dự được 14 trên 20 lần tổ chức Vô địch Thế giới, từ năm 1979, nơi họ thắng. Argentina cũng có 5 lần thắng Giải vô địch trẻ Nam Mỹ.
Nhiều cầu thủ hàng đầu của Argentina đã vượt qua hàng ngũ các đội trẻ, bao gồm  Sergio Agüero, Pablo Aimar, Nicolás Burdisso, Esteban Cambiasso, Ángel Di María, Ramón Díaz, Fernando Gago, Diego Maradona, Jorge Burruchaga, Javier Mascherano, Lionel Messi, Juan Román Riquelme, Oscar Ruggeri, Gabriel Calderón, Sergio Goycochea, Sergio Romero, Maxi Rodríguez, Luis Islas, Luciano Galletti, Juan Pablo Sorín, Franco Costanzo, Walter Samuel, Javier Saviola, Jorge Borelli, Leonardo Biagini, Diego Simeone, Carlos Tevez, Érik Lamela, Éver Banega, Manuel Lanzini và Pablo Piatti, trong số những người khác.

## Danh hiệu
- FIFA U-20 World Cup (6):

1979, 1995, 1997, 2001, 2005, 2007
- Giải vô địch bóng đá U-20 trẻ Nam Mỹ (5):

1967, 1997, 1999, 2003, 2015

## Thành tích chung

### Thành tích tại Giải vô địch bóng đá U-20 thế giới
| Năm       | Vòng                     | St | T  | H* | B  | Bt  | Bb |
| --------- | ------------------------ | -- | -- | -- | -- | --- | -- |
| 1977      | Không tham dự            | -  | -  | -  | -  | -   | -  |
| 1979      | Vô địch                  | 6  | 6  | 0  | 0  | 20  | 2  |
| 1981      | Vòng 1                   | 3  | 1  | 1  | 1  | 3   | 3  |
| 1983      | Á quân                   | 6  | 5  | 0  | 1  | 13  | 2  |
| 1985      | Không tham dự            | -  | -  | -  | -  | -   | -  |
| 1987      | Không tham dự            | -  | -  | -  | -  | -   | -  |
| 1989      | Tứ kết                   | 4  | 1  | 0  | 3  | 3   | 4  |
| 1991      | Vòng 1                   | 3  | 0  | 1  | 2  | 2   | 6  |
| 1993      | Không vượt qua vòng loại | -  | -  | -  | -  | -   | -  |
| 1995      | Vô địch                  | 6  | 5  | 0  | 1  | 12  | 3  |
| 1997      | Vô địch                  | 7  | 6  | 0  | 1  | 15  | 7  |
| 1999      | Vòng loại                | 4  | 1  | 1  | 2  | 2   | 5  |
| 2001      | Vô địch                  | 7  | 7  | 0  | 0  | 27  | 4  |
| 2003      | Hạng tư                  | 7  | 5  | 0  | 2  | 12  | 8  |
| 2005      | Vô địch                  | 7  | 6  | 0  | 1  | 12  | 5  |
| 2007      | Vô địch                  | 7  | 6  | 1  | 0  | 16  | 2  |
| 2009      | Không tham dự            | -  | -  | -  | -  | -   | -  |
| 2011      | Tứ kết                   | 5  | 3  | 2  | 0  | 6   | 1  |
| 2013      | Không tham dự            | -  | -  | -  | -  | -   | -  |
| 2015      | Vòng 1                   | 3  | 0  | 2  | 1  | 4   | 5  |
| 2017      | Vòng 1                   | 3  | 1  | 0  | 2  | 6   | 5  |
| 2019      | Vòng 2                   | 4  | 2  | 1  | 1  | 10  | 6  |
| 2023      | Vòng 2                   | 4  | 3  | 0  | 1  | 10  | 2  |
| Tổng cộng | 17/23                    | 82 | 55 | 9  | 18 | 163 | 68 |

## Giải thưởng cá nhân
Ngoài các chiến thắng của đội, các cầu thủ Argentina đã giành được nhiều giải thưởng cá nhân tại FIFA World Cup Youth Cups.
| Năm  | Quả bóng vàng  | Chiếc giày vảng |
| 1979 | Diego Maradona | Ramón Díaz      |
| 2001 | Javier Saviola | Javier Saviola  |
| 2005 | Lionel Messi   | Lionel Messi    |
| 2007 | Sergio Agüero  | Sergio Agüero   |
| ---- | -------------- | --------------- |

## Danh sách trận đấu
| 10 tháng 5 năm 2017 Giao hữu | Argentina | 4–1 | Việt Nam | Sân vận động Thống Nhất, Thành phố Hồ Chí Minh |  |
| 19:00                        |           |     | Chinh    |                                                |  |

## Đội hình hiện tại
Các cầu thủ sau được chọn tham gia Giải vô địch bóng đá trẻ thế giới 2015.
Huấn luyện viên trưởng:  Humberto Grondona
| Số | VT | Cầu thủ                  | Ngày sinh (tuổi)            | Trận | Bàn | Câu lạc bộ           |
| -- | -- | ------------------------ | --------------------------- | ---- | --- | -------------------- |
| 1  | TM | Augusto Batalla          | 30 tháng 4, 1996 (19 tuổi)  |      |     | River Plate          |
| 2  | HV | Emanuel Mammana          | 10 tháng 2, 1996 (19 tuổi)  |      |     | River Plate          |
| 3  | HV | Lucas Matías Suárez      | 17 tháng 3, 1995 (20 tuổi)  |      |     | Quilmes              |
| 4  | TV | Nicolás Tripichio        | 5 tháng 1, 1996 (19 tuổi)   |      |     | Vélez Sarsfield      |
| 5  | TV | Adrián Cubas             | 22 tháng 5, 1996 (19 tuổi)  |      |     | Boca Juniors         |
| 6  | HV | Tiago Casasola           | 11 tháng 8, 1995 (19 tuổi)  |      |     | Fulham               |
| 7  | TĐ | Cristian Espinoza        | 3 tháng 4, 1995 (20 tuổi)   |      |     | Huracán              |
| 8  | TV | Leonardo Rolón           | 19 tháng 1, 1995 (20 tuổi)  |      |     | Vélez Sarsfield      |
| 9  | TĐ | Giovanni Simeone         | 5 tháng 7, 1995 (19 tuổi)   |      |     | River Plate          |
| 10 | TV | Tomás Martínez           | 7 tháng 3, 1995 (20 tuổi)   |      |     | River Plate          |
| 11 | TĐ | Ángel Correa             | 9 tháng 3, 1995 (20 tuổi)   |      |     | Atlético Madrid      |
| 12 | TM | José Devecchi            | 1 tháng 9, 1995 (19 tuổi)   |      |     | San Lorenzo          |
| 13 | TM | Agustín Rossi            | 21 tháng 8, 1995 (19 tuổi)  |      |     | Estudiantes La Plata |
| 14 | TĐ | Cristian Pavón           | 21 tháng 1, 1996 (19 tuổi)  |      |     | Boca Juniors         |
| 15 | TĐ | Maximiliano Rolón        | 19 tháng 1, 1995 (20 tuổi)  |      |     | Barcelona B          |
| 16 | TV | Daniel Ibáñez            | 29 tháng 3, 1995 (20 tuổi)  |      |     | San Lorenzo          |
| 17 | TV | Alejandro Romero Gamarra | 11 tháng 1, 1995 (20 tuổi)  |      |     | Huracán              |
| 18 | HV | Leandro Vega             | 27 tháng 5, 1996 (19 tuổi)  |      |     | River Plate          |
| 19 | TĐ | Emiliano Buendía         | 25 tháng 12, 1996 (18 tuổi) |      |     | Getafe               |
| 20 | HV | Facundo Monteseirín      | 12 tháng 3, 1995 (20 tuổi)  |      |     | Lanús                |
| 21 | HV | Rodrigo Moreira          | 15 tháng 7, 1996 (18 tuổi)  |      |     | Independiente        |

## Các cầu thủ ghi nhiều bàn thắng nhất
| Xếp hạng | Cầu thủ            | Năm  | Bàn thắng U-20 |
| -------- | ------------------ | ---- | -------------- |
| 1        | Lionel Messi       | 2005 | 19             |
| 2        | Giovanni Simeone   | 2016 | 14             |
| 3        | Fernando Cavenaghi | 2003 | 12             |
| 4        | Javier Saviola     | 2001 | 11             |
| 5        | Luciano Galletti   | 1999 | 10             |
| 6        | Ramón Díaz         | 1979 | 8              |
| 7        | Juan Esnáider      | 1991 | 7              |
| 8        | Diego Maradona     | 1979 | 6              |
| 8        | Leonardo Biagini   | 1995 | 6              |
| 8        | Sergio Agüero      | 2007 | 6              |
| 8        | Ángel Correa       | 2015 | 6              |

## Former squads
- Danh sách cầu thủ tham dự giải vô địch bóng đá U-20 thế giới 2011 - Argentina
- Danh sách cầu thủ tham dự giải vô địch bóng đá U-20 thế giới 2007 - Argentina
- 2005 FIFA under-20 World Cup squads - Argentina
- 2003 FIFA under-20 World Cup squads - Argentina
- 2001 FIFA under-20 World Cup squads - Argentina
- 1999 FIFA under-20 World Cup squads - Argentina
- 1997 FIFA under-20 World Cup squads - Argentina
- 1995 FIFA under-20 World Cup squads - Argentina
- Danh sách cầu thủ tham dự giải vô địch bóng đá U-20 thế giới 2017 - Argentina